# Mats Eldøen
Mats Eldøen (Molde, 22 maart 1983) is een Noors acteur. Hij speelde de rol van Edvard Tallaksen in de film Max Manus.

## Filmografie
- Marias menn (2006)
- Max Manus (2008)
- Fatso (2008)
- Cold Prey 2 (2008)
- Fisk er sunt (2010)
- Nattskiftet (2012), televisieserie